# 生 (中國戲曲)

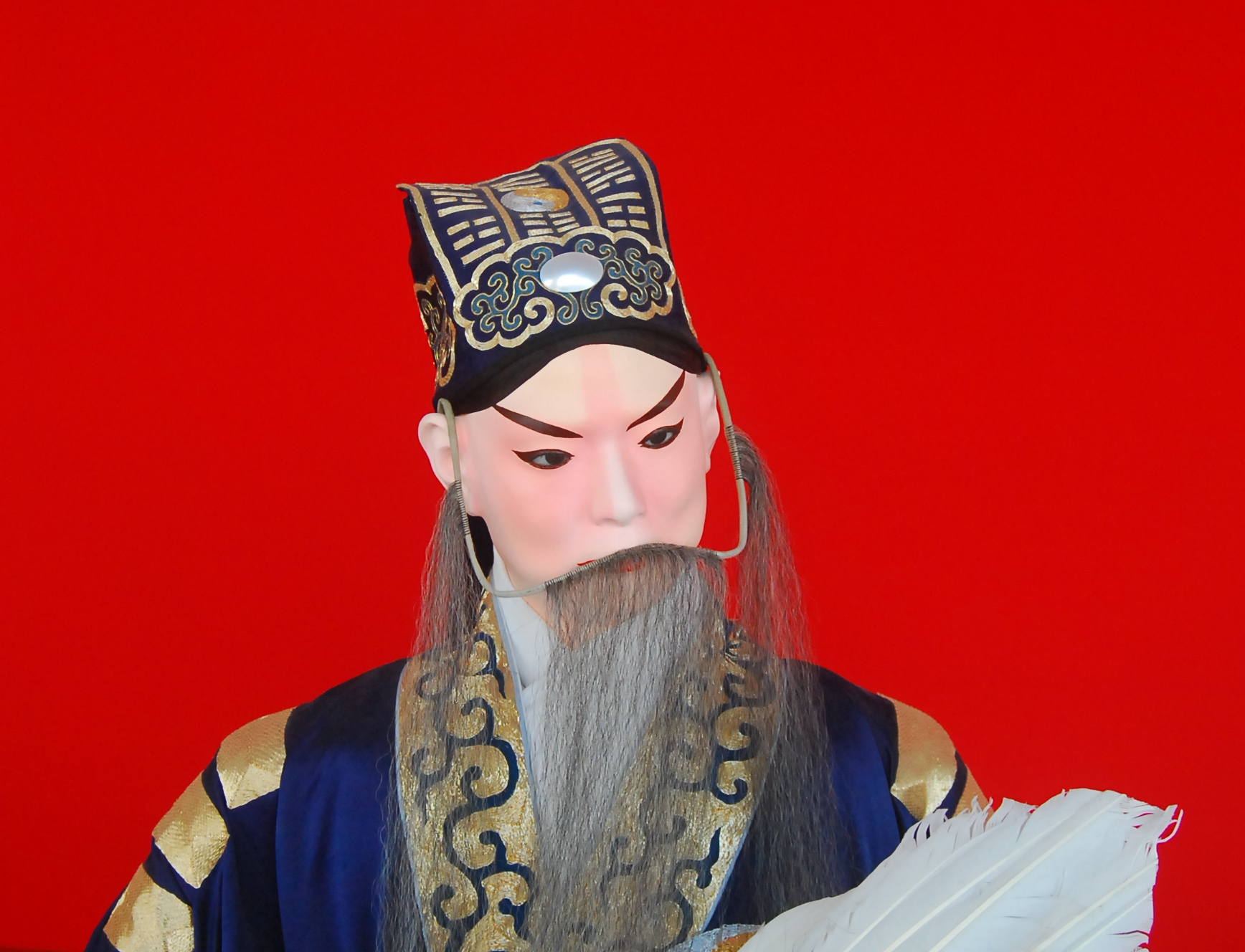
京剧中诸葛亮的老生扮相

生是中国戏剧的程式化角色（行当），一般扮演比较文雅的男性角色，各个剧种有所不同，但比较一致的大概分为如下几种：
- 须生：一般扮演中年以上的男子，要戴“髯口”(假胡须)，根据年龄不同，髯口有黑、灰、白等颜色，重在唱功。
- 小生：一般扮演青年男子，不戴髯口，唱腔以小嗓(假声)为主，念白大小嗓结合,称为“龙虎嗓”。
- 武生：以做打为主，一般不重唱，主要扮演武功高强的人物。
- 长靠武生：要身披盔甲、背插背旗、脚着高底朝靴打斗，需要有更高强的武功，一般扮演将军一类的人物。

一般而言一个生行角色是小生还是老生（须生）的主要依据是年龄，如赵云在《群英会·借东风·华容道》（《群借华》）中的行当是小生，在《失街亭·空城计·斩马谡》（《失空斩》）中就变成了老生；杨宗保在《四郎探母》中是小生，到了《穆桂英挂帅》中就变成了老生。
不过也有例外，例如古书记载周瑜容貌俊美，周瑜在戏曲中的形象就一直是小生。